# Цукерман, Вениамин Аронович
Вениами́н Аро́нович Цу́керман (1913—1993) — советский физик-теоретик, основатель отечественной импульсной рентгенографии, создатель оригинальной рентгенотехники, начальник отдела КБ-11. Герой Социалистического Труда (1976), лауреат Ленинской премии и Государственной премии СССР.

## Биография
Родился 6 апреля 1913 года в Витебске (ныне Белоруссия) в еврейской семье. С детства стал терять зрение и со временем окончательно ослеп. Окончил семилетнюю школу.
В 1928 году семья переехала в Москву. Поступил на чертёжно-конструкторские курсы и окончил их. В 1930 году профессор Е. Ф. Бахметев (впоследствии репрессированный) пригласил В. А. Цукермана на работу и 10 сентября он стал препаратором рентгеновской лаборатории Отдела испытания авиационных материалов ЦАГИ. В 1931 году в эту же лабораторию поступил В. Л. Гинзбург (будущий Лауреат Нобелевской премии по физике 2003 года), а в 1932 году В. А. Цукерман пригласил в лабораторию Л. В. Альтшулера (в будущем — основоположник динамической физики высоких давлений). В 1934 году был назначен заведующим рентгеновской лабораторией (будучи студентом Московского вечернего машиностроительного института). В 1936 году окончил Московский вечерний машиностроительный институт.
Работал в научно-исследовательских учреждениях в Москве и Казани. С 1947 года В. А. Цукерман в ядерном центре КБ-11 (Арзамас-16, современный Саров). Автор научных работ по процессам взрыва и детонации, один из инициаторов использования внешнего импульсного источника нейтронов в конструкциях ядерных зарядов.
Находясь в эвакуации в Казани, изобрёл бутылкомёт — устройство, прикрепляемое к обычной винтовке, и с помощью патрона бутылка с зажигательной смесью выстреливалась в сторону противника. Испытания прошли летом 1942 года на полигоне в Солнечногорске. Бутылкомёт был принят госкомиссией, небольшая партия поступила на вооружение.
Доктор технических наук (1954), профессор (1956).
Скончался 25 февраля 1993 года. Похоронен в Сарове.

## Семья
- жена — Зинаида Матвеевна Азарх (1917—2005), физик.
- дочь — Ирина Цукерман (1937—2018), научный сотрудник НИИ дефектологии АПН СССР. Почётный член ВОГ.
  - внучка — Анна Комарова, директор Центра образования глухих и жестового языка имени Галины Зайцевой.

Сын — Александр Цукерман (1949—1966).

## Память
- На здании института, в котором Цукерман проработал 47 лет, была установлена мемориальная доска.
- О Цукермане написана книга «Учёный, мечтатель, борец» (под ред. З. М. Азарх)[5].

## Награды и премии
- За участие в разработке конструкции атомных зарядов, Указом Президиума Верховного Совета СССР от 1962 года («закрытым») присвоено звание Героя Социалистического Труда с вручением ордена Ленина и золотой медали «Серп и Молот»
- три ордена Ленина (1949, 1955, 1962)
- орден Октябрьской революции (1971)
- два ордена Трудового Красного Знамени (1953, 1983)
- орден «Знак Почёта» (1944)
- медали
- Ленинская премия (1957)
- Сталинская премия второй степени (1946) — за изобретение метода мгновенного фотографирования рентгеновскими лучами и их применение к исследованию процессов взрыва и удара (кумулятивного эффекта)
- Сталинская премия первой степени (1949) — за разработку новых методов сверхскоростной рентгенографии для исследования центральной части заряда атомной бомбы
- Сталинская премия (1953) ???
- Государственная премия СССР (1978) — за цикл фундаментальных исследований взрывной электронной эмиссии и инициирующих её автоэлектронных процессов, разработку на этой основе принципиально нового класса рентгеновских приборов, организацию их серийного производства и эффективного использования в народном хозяйстве
- заслуженный изобретатель РСФСР (1966)

## Произведения
- Цукерман В. А., Азарх З. М. Люди и взрывы. — Арзамас-16: ВНИИЭФ, 1994. — 155 с.